# Blatné
Blatné (dnes ještě známá pod jménem Šarfia[zdroj⁠?!]; maďarsky Pozsonysárfő, německy Scharfing) je obec na Slovensku v okrese Senec. Žije zde přibližně 1 800 obyvatel. První písemná zmínka o obci pochází z roku 1245.
V obci je gotický římskokatolický kostel svatého Vojtěcha z roku 1390.